# Тупайи
Тупа́йи (лат. Scandentia, малайск. tupai — белка, произносится тупай) — отряд небольших плацентарных млекопитающих, исконно обитающих в тропических лесах Юго-Восточной Азии.

## Общее описание
Это мелкие, похожие на белок или крыс животные, с удлинённым туловищем и короткими пятипалыми конечностями. Длина тела 10—25 см, хвоста — 14—20 см; весят они от 30—60 г (малая тупайя) до 350 г (филиппинская тупайя). Передние лапы длиннее задних. Пальцы вооружены серповидными когтями. Лапы не хватательные: большие пальцы не противопоставляются остальным, и их подвижность ограничена. III палец самый длинный. Примитивные кожные узоры на ладонях и подошвах роднят тупай с лемурами и долгопятами. Голова у них довольно крупная, с удлинённой мордочкой, заострённой к носу. Ушные раковины крупные, округлые. Верхняя губа голая. Глаза большие, направлены в стороны. Хвост длинный и пушистый; только у перьехвостой тупайи он голый и несёт на конце «знамя» из удлинённых волос. Волосяной покров умеренной длины, густой и мягкий; окраска обычно тёмно-бурая и рыжевато-коричневая, реже светлая. У некоторых видов имеются продольные полосы на плечах или отметки на морде.
Мозг у тупай примитивный, гладкий, без борозд и извилин, однако у них наибольшее отношение массы мозга к массе тела, превышающее даже человеческое. Зубов 38. Верхние резцы длинные, клыковидной формы. Верхние клыки небольшие и сходны с предкоренными зубами. Коренные зубы с широкой жевательной поверхностью, похожи на зубы насекомоядных. По строению зубов тупайи близки к лемурам и также имеют подъязычок (нижний язычок) с зазубренным верхним краем. Позвонков: шейных 7, грудных 13—14, поясничных 5—6, крестцовых 3, хвостовых 22—31. Печень и лёгкие многодольчатые. Семенники у самцов располагаются в мошонке; у самок от 1 до 3 пар сосков.

## Образ жизни
Обитают в тропических дождевых и горных лесах Юго-Восточной Азии: от Индостана и Индокитая до островов Малайского архипелага, острова Хайнань и Западных Филиппин. Активность в основном дневная, но перьехвостая тупайя отличается ночной активностью. Ведут преимущественно древесный образ жизни, лазая по деревьям, зарослям кустарника, но часто встречаются и на земле. Из органов чувств наиболее сильно развиты слух и зрение. Всеядны, питаются в основном насекомыми и плодами. Живут парами или поодиночке. Сезонность в размножении не отмечена. Беременность длится от 41—50 до 54—56 дней. В помёте обычно от 1—2 до 4 голых и слепых детёныша. Лактация у самки продолжается до 28 суток; в возрасте 30 дней молодые зверьки покидают родное гнездо. Половой зрелости достигают к 6 месяцам.

## Систематика
Длительное время тупай относили к отряду насекомоядных, либо к примитивным приматам, поскольку тупайи обладают определённым сходством с лемурами и африканскими прыгунчиками. В настоящее время по общепринятой классификации они выделены в самостоятельный отряд Scandentia, который вместе с приматами и шерстокрылами входит в монофилетическую группу Euarchonta.
- Euarchontoglires
  - Грызунообразные (Glires)
  - Эуархонты (Euarchonta)
    - Тупайи (Scandentia)
    - Приматоморфы (Primatomorpha)
      - Шерстокрылы (Dermoptera)
      - Приматы (Primates)

### Классификация
В отряд включают 2 семейства: тупайевых (Tupaiidae) и монотипическое семейство перьехвостых тупай (Ptilocercidae), 4 рода и 23 вида.
- Семейство Тупайевые (Tupaiidae)
  - Род Индийские тупайи (Anathana) (1 вид)
  - Род Гладкохвостые тупайи (Dendrogale), или горные тупайи[7] (2 вида)
  - Род Тупайи (Tupaia), или обыкновенные тупайи[7] (19 видов)
- Семейство Перьехвостые тупайи (Ptilocercidae)
  - Род Перьехвостые тупайи (Ptilocercus) (1 вид)

Филиппинская тупайя (Tupaia everetti) ранее включалась в монотипический род филиппинских тупай (Urogale), но в 2011 году на основе выводов молекулярно-генетических исследований была перемещена в самый многочисленный род отряда — тупай.